# Кантерано
Кантера̀но (на италиански: Canterano) е село и община в Централна Италия, провинция Рим, регион Лацио. Разположено е на 602 m надморска височина. Населението на общината е 369 души (към 2010 г.).